# Da Hoss
Da Hoss, född 18 januari 1992, död 2 januari 2022, var ett engelskt fullblod, mest känd för att ha segrat i Breeders' Cup Mile (1996, 1998).

## Bakgrund
Da Hoss var en brun valack efter Gone West och under Jolly Saint (efter Welsh Saint). Han föddes upp av Fares Farms och ägdes av Wallstreet Racing Stables och senare Prestonwood Farm (1996). Han tränades under tävlingskarriären av Michael Dickinson.
Da Hoss tävlade mellan 1994 och 1998, och sprang totalt in 1 931 558 dollar på 20 starter, varav 12 segrar, 5 andraplatser och 2 tredjeplatser. Han tog karriärens största segrar i Breeders' Cup Mile (1996, 1998). Han segrade även i Best Turn Stakes (1995), Jersey Derby (1995), Del Mar Derby (1995), Fourstardave Handicap (1996) och Pennsylvania Governor's Cup Handicap (1996).
Efter tävlingskarriären skickades Da Hoss till Kentucky Horse Park Hall of Champions, i Lexington, Kentucky. Han avled den 2 januari 2022 vid 30 års ålder.